# Kamenná loď
Kamenná loď, anglicky stone ship nebo ship settings, je skupina člověkem sestavených kamenů do symbolické podoby půdorysu lodi. Kamenné lodě, které jsou podobné kromlechům, vznikaly v letech 1000 př. Kr. až 1000 po Kr., tj. v době bronzové, železné, ve Vendelském období a době vikingské. Jsou především spojovány s ranými pohřebním zvyky ve Skandinávii, severním Německu a Pobaltí. Hrob nebo místo kremace zemřelého bylo obklopeno kameny ve tvaru lodi. Největší známou kamennou lodí je z větší části zničená kamenná loď Jelling v Jelling v Dánsku, která byla dlouhá nejméně 170 m a maximálně až 354 m. Naopak nejmenší kamenné lodě mají jen několik metrů. Liší se také orientací vůči světovým stranám. Uvnitř mohou být vydlážděné nebo vyplněné kameny, případně mají vyvýšené kameny v pozicích stěžňů nebo další kámen ve středu stavby. Iluze, že jde o lodě, bývá často posílena většími kameny na koncích.

## Další informace
Kamenná lodě, které pravděpodobně navazují na nějaké předchozí tradice megalitických kamenných staveb, se pravděpodobně vyvinuly z duchovní touhy vybavit mrtvého vším, co měl za života. Symbolická loď asi byla myšlena jako prostředek poskytující zemi nebo pozůstalým či mrtvému nějakou prospěšnou vlastnost. Paralelně však existují i jiné typy hrobů z tehdejší doby a jeví se, že kamenné lodě byly určitou alternativou pohřbů nebo byly určeny pro určitou sociální skupinu.

## Galerie

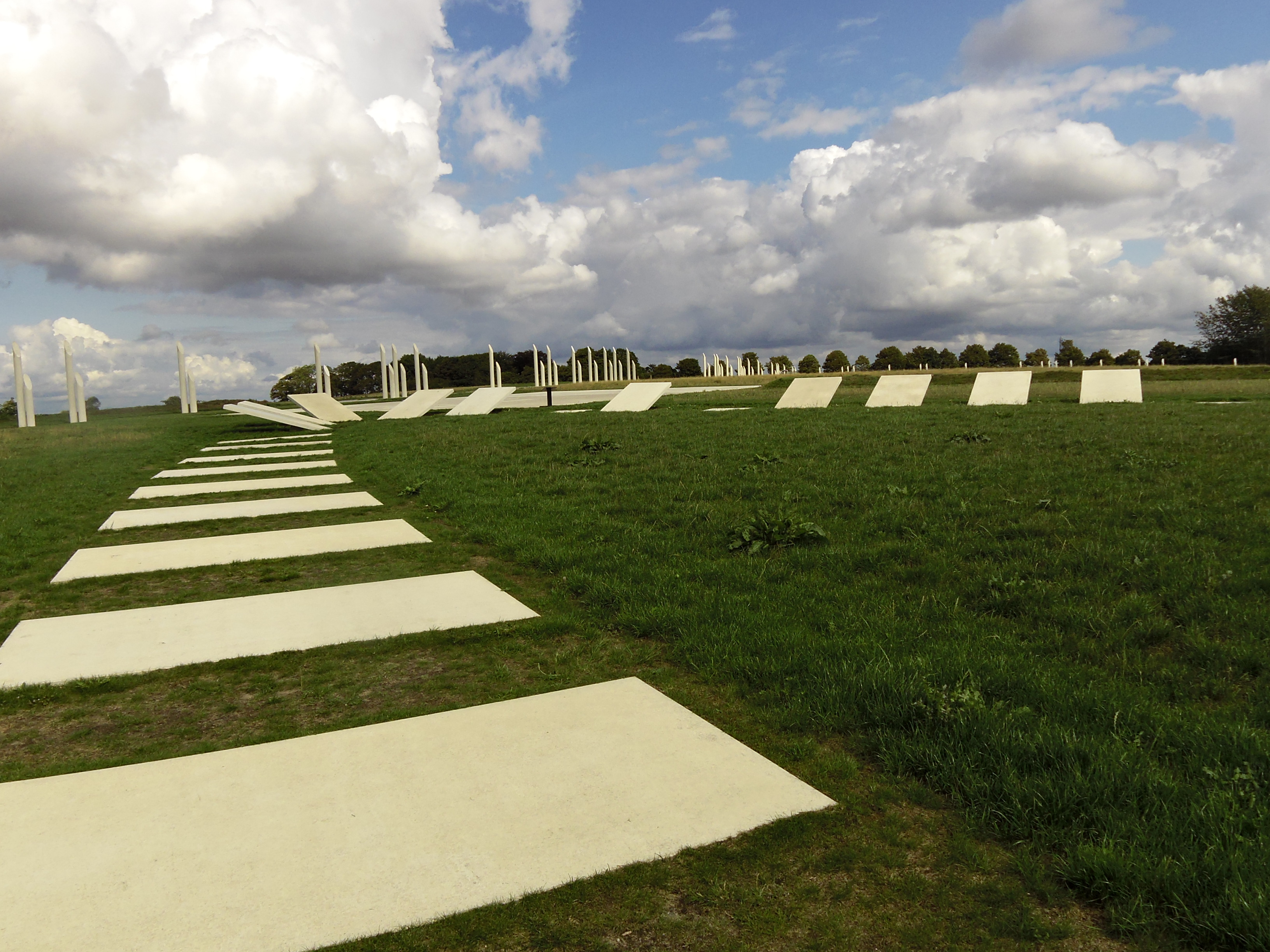
Kamenná loď Jelling, Dánsko
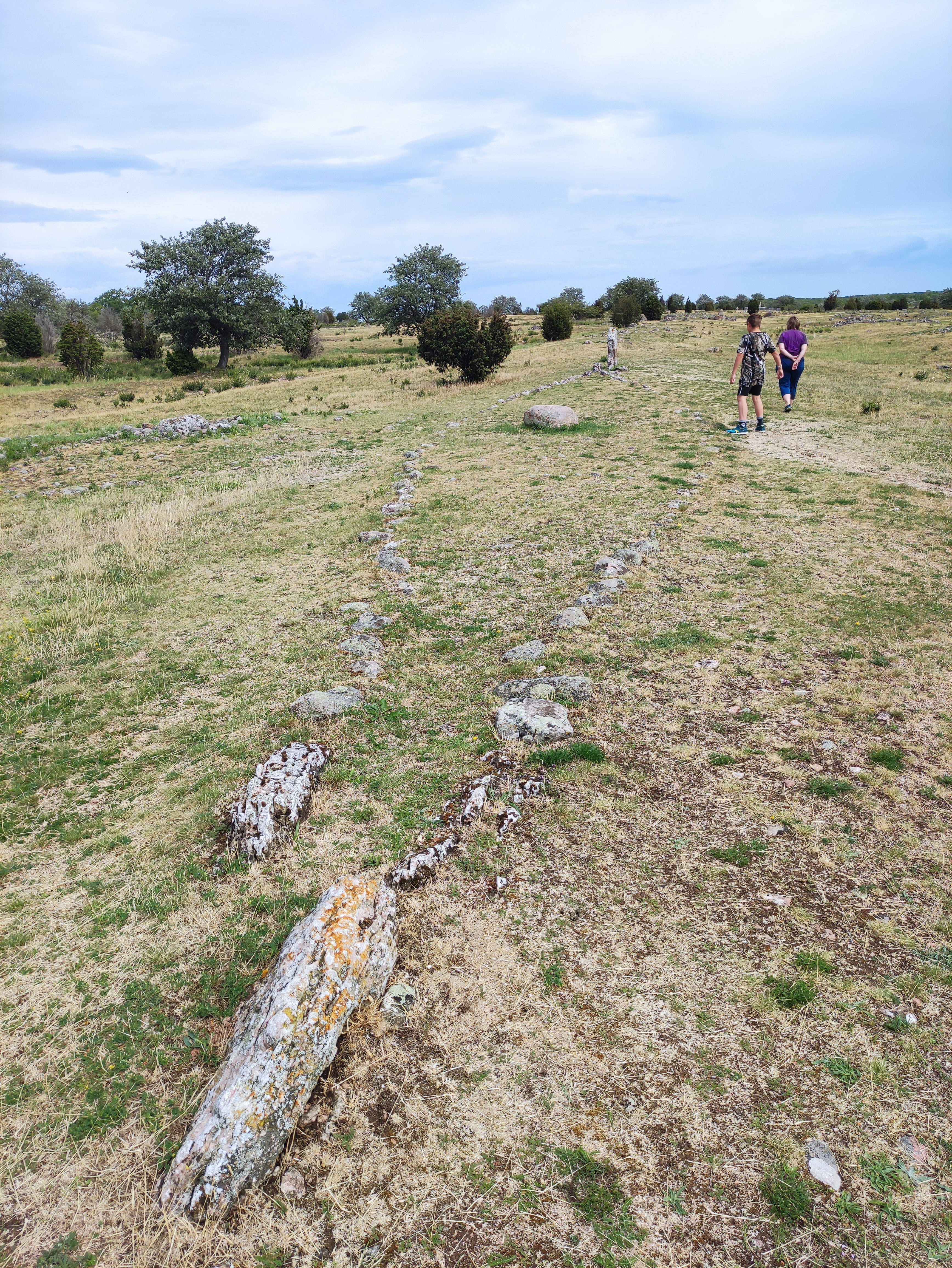
Noaks ark, Švédsko
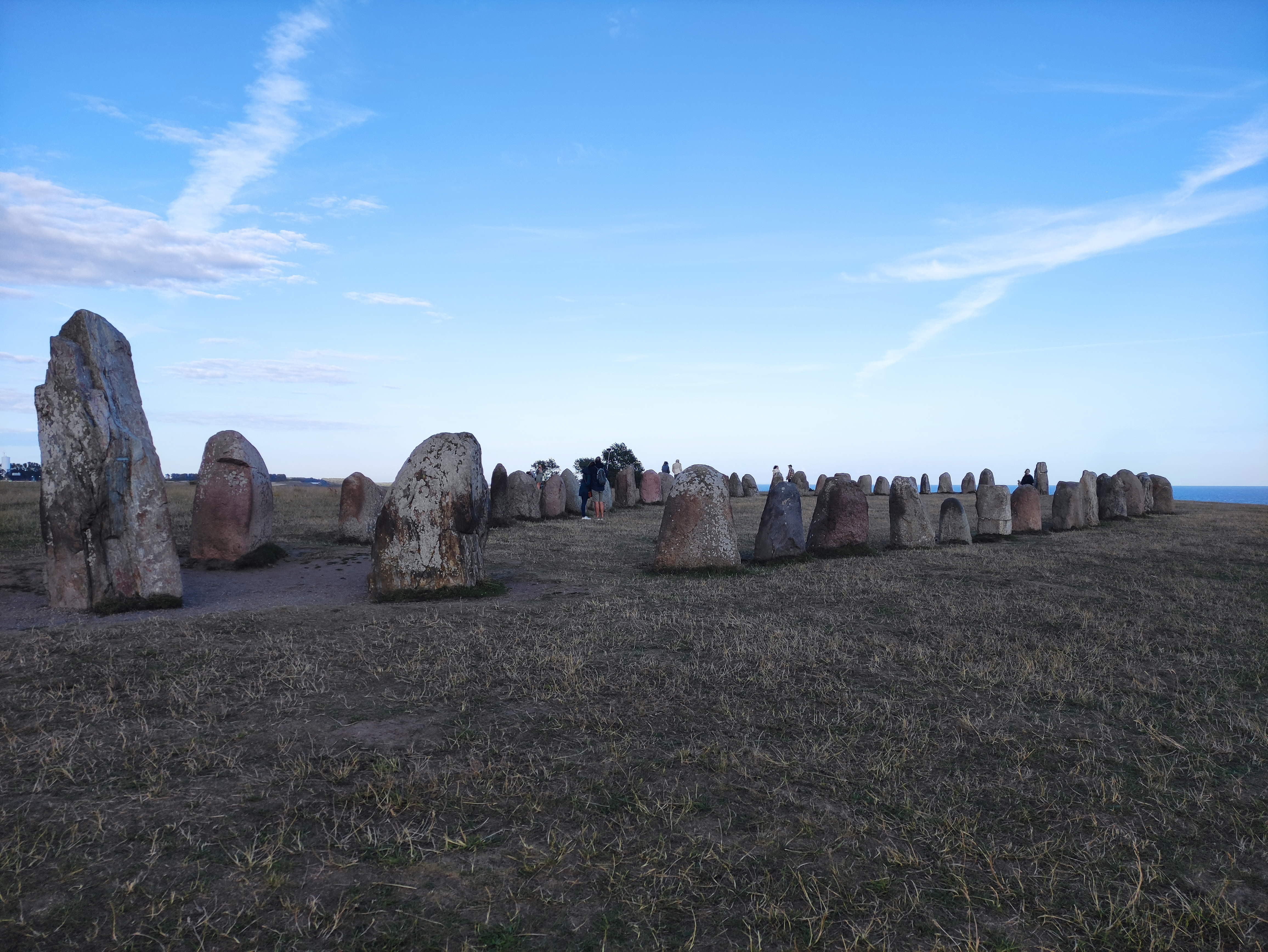
Ales stenar, Švédsko
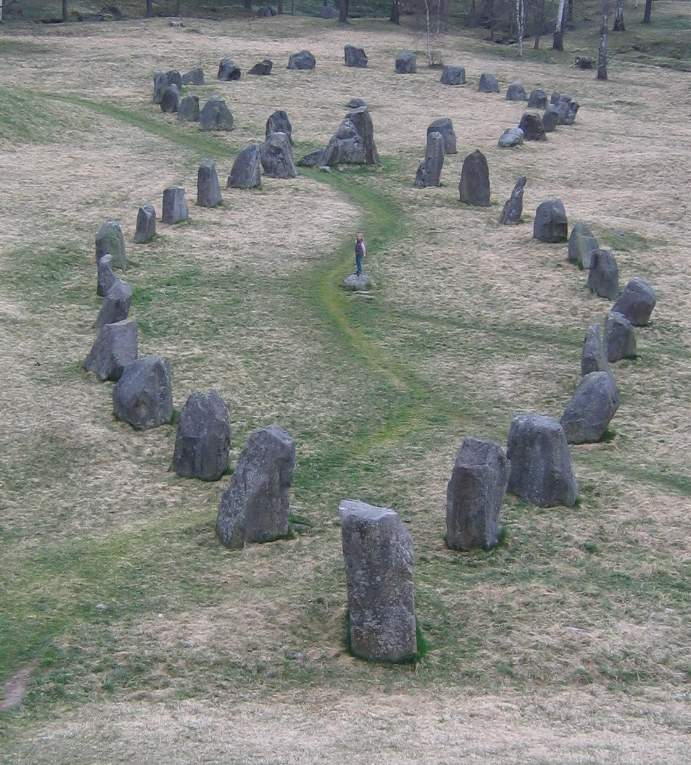
Kamenné lodě Anundshög, Švédsko
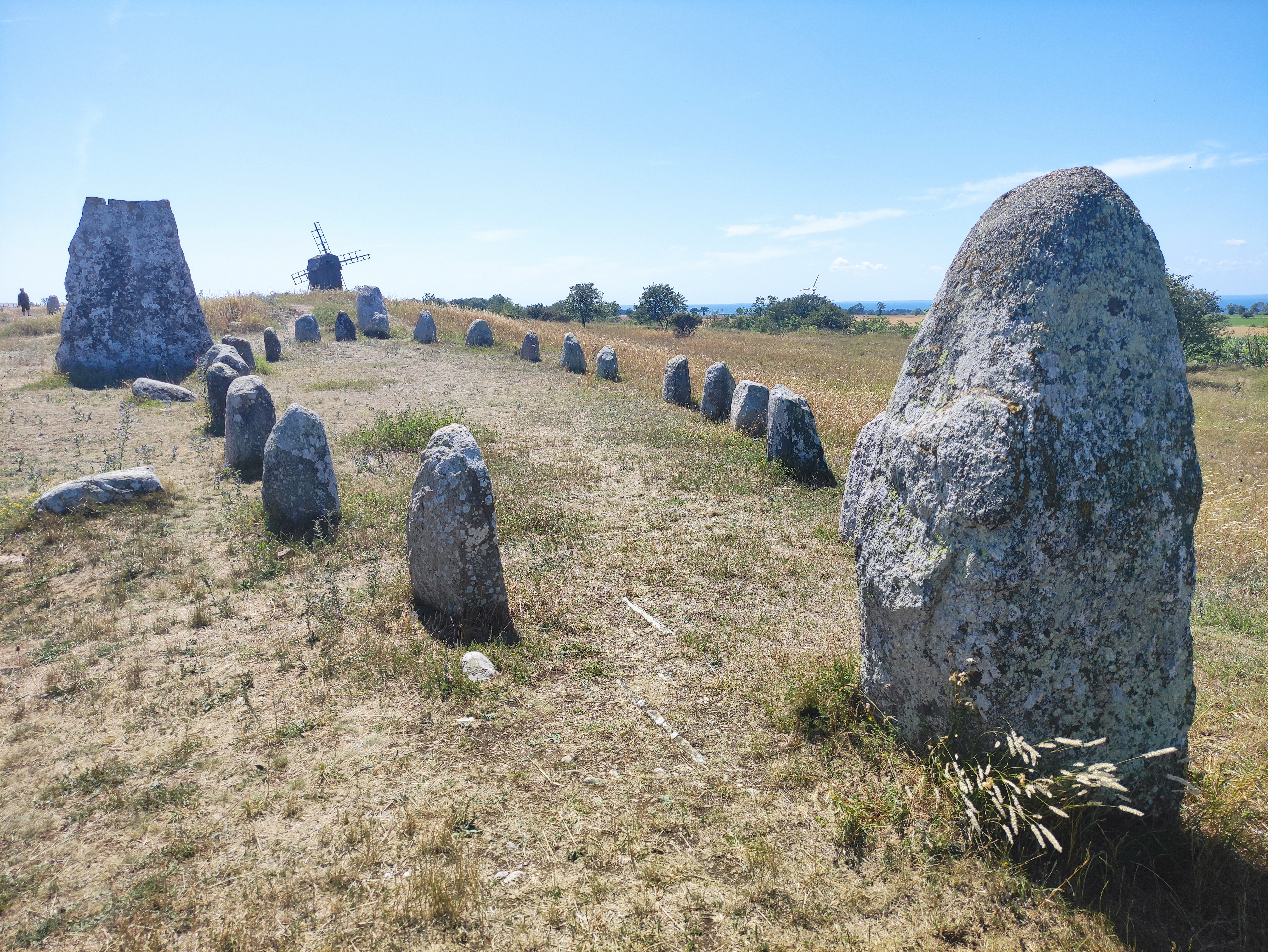
Gettlinge Gravfält, Švédsko